# Personaggi de I promessi sposi
Elenco dei personaggi de I promessi sposi, romanzo di Alessandro Manzoni; alcuni di essi sono realmente esistiti, come il Cardinal Federico Borromeo.

## Tabella riassuntiva
| Personaggio                              | Tipo/ruolo | Caratteristiche socio-economiche | Psicologia | Comportamento | Capitoli                                                    |
| ---------------------------------------- | --- | --- | --- | --- | ----------------------------------------------------------- |
| Don Abbondio                             | Principale, per codardia si trasforma in aiutante dell'antagonista (simboleggia chi, pur investito di responsabilità istituzionali, si piega al più forte), personaggio meschino e reietto, un succube che tenta di avere il minor danno a discapito dei più poveri                                            | Curato del paese, vocazione non spirituale, ma di convenienza; non benestante; esercita una forma di banco di pegni | Pavido, egoista, pauroso e codardo si ispira alla regola di "scansare tutti i contrasti e cedere quelli che non può scansare" | Don Abbondio è succube del suo tempo, della sua epoca e delle ingiustizie presenti in essa; non riuscendo ad affrontarle tenta di scansarle; viene paragonato a un vaso di terracotta che viaggia su un carro insieme ad altri vasi di ferro; egli risulta vittima della società perché non possiede un carattere forte e determinato ("non era nato con un cuor di leone") |                                                             |
| Perpetua                                 | Personaggio minore (simboleggia la sincerità e la genuinità) | Domestica di don Abbondio; aveva passato l'età sinodale dei quarant'anni, rimanendo nubile, per aver rifiutato tutti i partiti che le si erano offerti, come diceva lei, o per non aver mai trovato un cane che la volesse, come dicevano le sue amiche | Schietta, pragmatica e determinata | Sa ubbidire e comandare, tollerare e imporre, non sa mantenere i segreti, poiché ha un animo abbastanza semplice e "rozzo": termine scurrile usato nel primo capitolo contro don Rodrigo: "Oh che birbone" | I, II, VII, VIII, XI, XXIX, XXX, XXXIII                     |
| Renzo Tramaglino                         | Protagonista (simboleggia gli ingenui volenterosi) | Operaio tessile e contadino, condizioni economiche medie, orfano e fidanzato di Lucia | Animo buono, dai valori morali semplici e onesti; ma anche ingenuo e impulsivo; e per questo capace di cacciarsi nei guai, come accade a Milano | Umile, riservato, pudico e ingenuo; persona di buon cuore, ma che se istigata può diventare persino violenta. | II, III, V-IX, XI-XVII, XXVI, XXVII, XXXIII-XXXVIII         |
| Lucia Mondella                           | Protagonista, vittima (simboleggia l'innocenza e i valori puri del cattolicesimo) | Fidanzata di Renzo, tessitrice e orfana di padre; vive con la madre Agnese | Timorata di Dio, dotata di una morale solida, ma anche capace di sottili astuzie; come quando dà a fra Galdino una gran quantità di noci perché concluda prima la questua e torni presto al convento a chiamare fra Cristoforo; o come quando, vedendo che l'Innominato comincia a commuoversi, esplode in accenti ancora più accorati, che lo inducono a capitolare | Lucia appare più equilibrata e coerente di Renzo e di Agnese, anche se talvolta cede alle loro pressioni e si lascia convincere ad agire contro i propri principi, come quando accetta di partecipare al matrimonio a sorpresa | II-X, XVIII, XX-XXII, XXIV-XXVII, XXXVI-XXXVIII             |
| Agnese                                   | Aiutante dei protagonisti (simboleggia i valori pragmatici e materni) | Tessitrice e madre di Lucia | Pragmatica, sicura di sé e dotata di furbizia "di paese" | Materno, protettivo e impulsivo | II-X, XVIII, XXIV-XXVII, XXIX, XXX, XXXIII, XXXVII, XXXVIII |
| Azzecca-garbugli                         | Aiutante dell'antagonista (simboleggia la manipolazione della legge a difesa dei privilegi) | Avvocato trasandato | Meschino | Al servizio dei potenti, comicità di gesti e smorfie | III, V, XI, XXV, XXXVIII                                    |
| Fra Cristoforo (Lodovico)                | Aiutante dei protagonisti, personaggio storico (simboleggia un cristianesimo coraggioso, capace di prendere posizione in difesa dei più deboli) | Padre cappuccino, appartenente a una benestante famiglia di mercanti, in gioventù arrivista e arrogante | Irrequietezza interiore, disciplina d'umiltà e somma spiritualità religiosa, sebbene capace di atti d'ira e indignazione di cui fa subito atto di contrizione | Costante astinenza, autocontrollo, senso della giustizia, determinazione e coraggio | III-VIII, XVIII, XIX, XXXV-XXXVII                           |
| Don Rodrigo                              | Antagonista, incapricciato di Lucia (simboleggia i prepotenti e il malgoverno spagnolo dell'epoca) | Nobiluomo | Orgoglioso e maligno | Prepotente, capriccioso, offensivo, sarcastico e violento | III, V-VII, XI, XVIII-XX, XXV, XXXIII, XXXV, XXXVIII        |
| Griso                                    | Aiutante dell'antagonista (simboleggia la violenza gratuita) | Uno dei bravi | Opportunista | Prepotente e violento | VII, VIII, XI, XVIII-XX, XXXIII                             |
| Monaca di Monza (Gertrude, "la Signora") | Aiutante della protagonista, poi dell'antagonista; è ispirata a un personaggio storico (suor Maria Virginia de Leyva, la monaca di Monza; attraverso il racconto delle sue vicende Manzoni denuncia la monacazione forzata)                                                                                    | Figlia di un potente signore di Monza, secondo Manzoni è sempre stata indirizzata alla vita in convento, anche se ciò andava contro la sua natura | Frustrata, rancorosa, debole, indecisa e ambigua | Autoritario, capriccioso ed enigmatico | IX, X, XVIII, XX, XXXVII                                    |
| Conte zio                                | Aiutante dell'antagonista (simboleggia la classe dei potenti e corrotti) | Potente rappresentante della famiglia, membro del Consiglio Segreto e zio del conte Attilio (cugino aiutante dell'antagonista don Rodrigo, cinico e amorale)                                                                                            | Risoluto | Serio, paternalistico e consapevole del suo potere | XI, XVIII, XIX, XXXV                                        |
| Innominato                               | Inizialmente aiutante dell'antagonista, poi dei protagonisti; personaggio storico (simboleggia il pentimento, la conversione, la redenzione e i valori base del cristianesimo) | Nobile, potente fuorilegge | Crudele, risoluto, inquieto, introspettivo e sensibile | Dapprima violento, "aspro, dominante e ostile" (v. valle); poi, a seguito del pentimento, umile e desideroso di espiazione |                                                             |
| Nibbio                                   | Aiutante dell'antagonista | Capo dei bravi | Fedele, inquieto, anche lui come il suo signore dubbioso sulla propria condotta | Un uomo crudele che rimane toccato dai pianti di una fanciulla |                                                             |
| Oste                                     | Aiutante dell'antagonista (simboleggia mentalità cittadina) | Oste | Opportunista, prudente e egoista | Teso al proprio interesse e alla propria sicurezza |                                                             |
| Bortolo                                  | Aiutante del protagonista (simboleggia valori familiari) | Tessitore e cugino di Renzo | Altruista | Disponibile e pragmatico |                                                             |
| Cardinale Federico Borromeo              | Aiutante dei protagonisti, personaggio storico (simboleggia un cristianesimo puro e ispirato) | Da facoltosa famiglia lombarda, arcivescovo di Milano | Autentica e profonda spiritualità cristiana | Puro, umile, caritatevole, altruista, disponibile, pacato e santo |                                                             |
| Sarto                                    | aiutante della protagonista (simboleggia l'uomo umile e il buon cristiano) | Sarto | Altruista | Disponibile, goffo e imbarazzato |                                                             |
| Donna Prassede                           | Aiutante ambigua della protagonista (simboleggia il bigottismo) | Nobildonna milanese, moglie di don Ferrante | Benefattrice bigotta, dalla carità e dalla morale malintesa, pregiudizi arroganti e autoritari | Disponibile, ma intrigante, autoritario e malizioso |                                                             |
| Don Ferrante                             | Aiutante della protagonista (simboleggia l'ottusa cultura erudita e accademica) | Uomo di cultura, marito di donna Prassede | Vuota erudizione | Non comanda né ubbidisce, studia tutto il giorno con rabbia e compiacenza della moglie, professore di cavalleria, quotato consigliere su questioni d'onore |                                                             |
| Conte Attilio                            | Aiutante di don Rodrigo, di cui è il cugino | Nobile proveniente da Milano, sembra più importante di don Rodrigo | Dal carattere molto semplice | Sa trasformare il suo comportamento, scherzoso con don Rodrigo, serioso e truffaldino con il conte Zio |                                                             |
| Tonio                                    | Aiutante di Renzo | Compaesano di Renzo, lo aiuta nel tentativo di matrimonio per sorpresa venendo a far da testimone (ovviamente sotto compenso) | Furbo e acuto, si dimostra molto affettuoso nei confronti del fratello Gervaso, che definisce "un sempliciotto", mentre in realtà egli è un disabile mentale | |                                                             |
| Padre provinciale                        | Compare nel capitolo XIX ed è il cappuccino più alto in grado nel territorio dove è situato il convento di Pescarenico, al quale si rivolge il conte zio su suggerimento del conte Attilio al fine di far allontanare padre Cristoforo dal convento ed eliminare un ostacolo alle mire di don Rodrigo su Lucia | | | |                                                             |
| Padre della Monaca di Monza              | È il genitore di Gertrude. Ha costretto sua figlia a diventare monaca | Nobile | | Austero, tradizionalista e scaltro | IX, X                                                       |
| Madre di Cecilia                         | È la madre di una giovane figlia morta a causa della peste | Popolana | | Riguardevole, caritatevole e molto legata alla sua creatura defunta | XXXIV                                                       |
| Fra Galdino                              | È un frate mendicante che vive insieme a Fra Cristoforo nel convento di Pescarenico | Frate | | Mansueto, caritatevole | III, XVII                                                   |
| Gervaso                                  | Fratello di Tonio | Popolano | | È affetto da un ritardo mentale che lo porta ad atteggiarsi in maniera disinvolta e a volte sciocca |                                                             |
| L'amico di Renzo                         | È un personaggio che aiuta Renzo durante il suo pernottamento al paese | Popolano | | Caritatevole, fraterno, cordiale e disponibile | XXXVII                                                      |
| Podestà di Lecco                         | È un commensale della tavola | Podestà | Personaggio negativo, Manzoni lo usa come figura ironica | Arrogante, superbo e spocchioso | V                                                           |
| Egidio                                   | È l'amante di Gertrude nonché autore del rapimento di Lucia | Nobile | Personaggio tra i più negativi della vicenda, Manzoni lo descrive come sciagurato | Adulatore, scaltro, approfittatore, egoista | X, XX                                                       |
| Il soverchiatore                         | È un nobile che si imbatte con Lodovico | Soverchiatore | Nel male, è proprio il soverchiatore a far redimere Lodovico e a convertirlo | Scontroso, spocchioso e irascibile | IV                                                          |
| Menico                                   | Aiutante dei promessi e di Agnese | Parente alla lontana di Agnese | | Sveglio | VII-VIII                                                    |

## Critica

### Sistema di Italo Calvino
Italo Calvino creò un’analisi critica del sistema dei personaggi dei Promessi Sposi per analizzare i rapporti tra di essi. Per fare ciò adoperò un sistema a triangoli, nello specifico 3, in cui ogni vertice di ciascun triangolo viene identificato come una determinata forza/potere. Nei primi due triangoli, associa a queste forze un determinato personaggio. Nell’ultimo triangolo invece i vertici vengono identificati con le forze universali che intercorrono nel romanzo e, in seguito, come è stato per gli altri due, associa ad ogni forza la conseguenza che essa ha provocato.
Le forze che introduce Calvino nei primi due triangoli sono:
- Il potere sociale

- Il potere spirituale vero (corrispondente alla buona Chiesa)
- Il potere spirituale falso (corrispondente alla cattiva Chiesa)

Il potere sociale è associato, nel primo triangolo, a Don Rodrigo. Nel secondo invece al personaggio dell’Innominato. Il potere spirituale vero a fra Cristoforo e al Cardinal Borromeo, mentre il potere spirituale falso nel primo a Don Abbondio e nel secondo alla Monaca di Monza. I personaggi del primo triangolo sono nati grazie alla creatività di Manzoni, dunque sono personaggi d’invenzione. Quelli del secondo triangolo sono invece personaggi tratti dalle fonti storiche studiate da Manzoni.
Nel terzo e ultimo triangolo le forze universali sono la storia umana, la natura abbandonata e la giustizia divina. A queste sono associate rispettivamente il malgoverno/ la guerra/le sommosse, la carestia e la peste.
Ogni triangolo rappresenta determinati capitoli, divisi in 3 sezioni:
1. Cap. I-VIII
2. Cap. IX-XXVI
3. Cap. XXVII-XXXIII

Calvino facendo questo sistema vuole far risaltare le analogie che ci sono tra i vari triangoli: gli oppressori rappresentano tutti il potere sociale, gli aiutanti rappresentano tutti il vero potere spirituale. Per quanto riguarda il falso potere spirituale non sono presenti dei parallelismi tra i due personaggi.

#### Renzo
Renzo Tramaglino nel sistema dei personaggi dei Promessi Sposi si può definire a tutti gli effetti un protagonista. Italo Calvino, nella sua analisi critica dei personaggi dei Promessi Sposi, va a posizionare Renzo al centro del suo sistema triangolare. Renzo (assieme a Lucia) è infatti il vero fulcro di tutto il sistema, colui che subisce tutte le forze universali all’interno e all’esterno dei triangoli. Nella prima parte del romanzo (cap. I-VIII) subisce infatti un’oppressione da parte del “potere sociale” (don Rodrigo) tramite l’utilizzo come mezzo del “falso potere spirituale” (don Abbondio). L’influenza positiva invece è data dal “vero potere spirituale” (padre Cristoforo), che contrasta le due forze opposte. Nella visione “a parallelogramma” di Franco Fido del sistema dei personaggi dei Promessi Sposi invece, Renzo è posto sullo stesso piano di Lucia, quello delle vittime, costrette a subire oppressioni e ad essere protetti.
È il protagonista maschile della vicenda, il promesso sposo di Lucia le cui nozze vengono mandate a monte da don Rodrigo: è descritto come un giovane di circa vent'anni, orfano di entrambi i genitori dall'adolescenza e il cui nome completo è Lorenzo. Esercita la professione di filatore di seta ed è un artigiano assai abile, cosicché il lavoro non gli manca nonostante le difficoltà del mercato (ciò anche grazie alla penuria di operai, emigrati in gran numero nel Veneto); possiede un piccolo podere che sfrutta e lavora egli stesso quando il filatoio è inattivo, per cui si trova in una condizione economica agiata pur non essendo ricco.  è presentato subito come un giovane onesto e di buona indole, ma piuttosto facile alla collera e impulsivo infatti porta sempre con sé un pugnale e se ne servirà indirettamente per minacciare don Abbondio e costringerlo a rivelare la verità sul conto di don Rodrigo. In seguito progetterà addirittura di assassinare il signorotto, ma abbandonerà subito questi pensieri delittuosi al pensiero di Lucia e dei principi religiosi.  Il suo carattere irascibile e irruento gli causerà spesso dei guai, specie durante la sommossa a Milano il giorno di S. Martino quando, per ingenuità e leggerezza, verrà scambiato per uno dei capi della rivolta e sfuggirà per miracolo all'arresto. Seppur in Renzo è assente la figura paterna, fra Cristoforo riempie questa mancanza, consigliando il giovane sul da farsi, e aiutandolo a calmarsi, ogni qual volta è colto dalla sua furia omicida. Oltre ad i tratti d’eccessiva impulsività, traspare una certa curiosità, manifestata all’inizio dell’avventura cittadina di Renzo a Milano.

#### Lucia
Lucia è la protagonista femminile della storia raccontata da Manzoni, compare per la prima volta alla fine del secondo capitolo. Lucia è una figura che tra le varie peripezie incontra sul suo cammino diversi personaggi, anche se è un personaggio statico, a differenza di Renzo, che è il personaggio più dinamico e social del romanzo. È una ragazza umile di circa vent’anni, unica figlia di una vedova (Agnese) con un carattere riservato. Viene descritta come una ragazza molto pia e devota, ma anche assai timida e pudica sino all'eccesso, tanto che si imbarazza e arrossisce nelle più diverse occasioni: passiva e alquanto priva di spirito di iniziativa, viene trascinata nel tentativo di "matrimonio a sorpresa" dalle minacce di Renzo, che promette in caso contrario di fare una pazzia. Infatti ,il suo amore si mantiene intimo per non perdere la propria innocenza, una sola volta lo confessa apertamente. Ma non per questo lei non ama Renzo anzi dimostra il suo amore nelle sue ansie e nel suo voto alla Vergine. Lucia è un carattere fondamentale del romanzo su cui si fondano tutte le vicende. Manzoni la presenta prima indirettamente attraverso i pensieri di Renzo e poi direttamente durante la preparazione per il matrimonio.

#### Don Rodrigo
Don Rodrigo è l’antagonista della storia tra Renzo e Lucia, viene associato al potere sociale e rappresenta dunque l’oppressione. Per riuscire a vincere la scommessa prova a farsi aiutare da Don Abbondio e l’Innominato.
È rappresentato come “il tiranno del paese”; ma solo di questo perché dalle sue parole possiamo capire facilmente che la sua paura è quella di portare il suo potere fuori da esso, ritrovandosi senza niente.
A differenza dell’Innominato, lui è un personaggio statico: un personaggio che nonostante le disfatte subite continua a voler vincere. Tutto questo in ordine con ciò che erano i valori cavallereschi dell’epoca.

#### Fra Cristoforo
Fra Cristoforo occupa uno dei ruoli principali nell’opera di Manzoni, sarà colui che difenderà Renzo e Lucia da Don Rodrigo ed ha un carattere esemplare durante il racconto.
Osservando lo schema critico di Calvino possiamo vedere che Fra Cristoforo prende la parte del “vero potere spirituale” durante la prima parte del romanzo e viene messo in prospettiva con il Cardinale Borromeo nella seconda parte del racconto.
Padre Cristoforo viene considerato “uomo del perdono e della conversione”, infatti non fu sempre così casto, il personaggio si porta alle spalle un irrequieto passato giovanile, tra sentimenti di inadeguatezza e desideri di nobiltà avvenne un omicidio per futile motivo che lo costrinse a scappare dalla legge rifugiandosi in un convento di cappuccini, dove prese luogo la conversione.
Durante lo scontro verbale con Don Rodrigo possiamo notare una caratterizzazione gestuale ed un aspetto molto teatrale.
Si riconferma più volte come personaggio portatore di pace e conciliazione ma anche possessore di uno spirito capitano.

#### L'Innominato
L'Innominato è una delle figure psicologicamente più complesse e interessanti del romanzo. Personaggio storicamente esistito, nel quale l'autore fa svolgere un dramma spirituale.
Manzoni lo definisce un ”superuomo” e la sua figura viene sempre associata alla notte, alla solitudine e al silenzio.
L’Innominato è un personaggio caratterizzato da una forte individualità, che pensa di realizzare la libertà mediante la ribellione violenta, impugnando ogni legge ed autorità.
Viene definito un “tiranno straordinario“, del cui nome non si fa menzione, creando quell’alone di mistero misto al fascino. Per questo motivo Italo Calvino, nella sua famosa Critica, lo definisce il principale rappresentante del potere sociale nella seconda parte del romanzo, ossia lo associa al ruolo di antagonista.
Manzoni tratta con grande discrezione l'accavallarsi dei sentimenti: è interessante che alcune strane circostanze abbiano fatto sentire al peccatore l'insofferenza del male fatto in passato e la paura di uno incombente.
L’Innominato appare per la prima volta nel capitolo 19.
Egli è il potente a cui Don Rodrigo si rivolge per attuare il piano di rapire Lucia. In preda a una profonda crisi spirituale, l'Innominato scorge nell'incontro con Lucia un segno, una luce che lo porta alla conversione.
Durante la famosa notte in cui Lucia è prigioniera nel castello, la disperazione dell'Innominato giunge al culmine, tanto da farlo pensare al suicidio, ma ecco che il pensiero di Dio e le parole di Lucia lo salvano. La sua conversione giunge dopo la notte angosciosa. L'Innominato si converte dopo aver parlato con il Cardinal Federigo Borromeo, capendo che, pentendosi per le sue malefatte, avrebbe potuto ottenere il perdono divino.

#### Cardinale Borromeo
Il Cardinale Borromeo, nella divisione dei personaggi fatta da Italo Calvino, fa parte della chiesa buona e quindi del vero potere spirituale e in quanto protettore, sarà proprio grazie a lui che l'innominato libererà Lucia dalla sua prigionia. Quasi un intero capitolo è dedicato a lui, anche se non è un personaggio principale, perché è ispirato a Federigo Borromeo, un Cardinale realmente esistito e visto quasi come un Santo ai suoi tempi, infatti è l'unico personaggio dei Promessi Sposi che non si lascia compromettere dal grande potere politico e aristocratico che possiede. Manzoni, come la maggior parte delle persone della sua epoca, lo elogia nel XXII capitolo dei Promessi Sposi, tanto da ricevere critiche per il fatto che questo capitolo diventa quasi un'agiografia. Encomia gli atti caritatevoli compiuti da lui, la costruzione della Biblioteca Ambrosiana, gran parte costruita grazie sue rendite e specialmente l'umiltà e il rispetto che ha degli altri, specialmente i più bisognosi, nonostante scalò velocemente la gerarchia della chiesa. Nonostante ciò, sono comunque presenti delle critiche molto velate da Manzoni e "giustificate" dal fatto che in quell'epoca facevano parte del pensiero comune. L'autore ci dice infatti che, nonostante aiutasse il più possibile i malati di peste, credette agli untori e inoltre ha fatto parte e ha promosso alcuni processi per stregoneria, condannando quindi persone innocenti.

### Sistema di Franco Fido
Anche Franco Fido creò un sistema per analizzare i rapporti di forza tra i vari personaggi, usando però un parallelogramma.
Osservando quest’ultimo, da destra a sinistra, possiamo notare:
- Le vittime (Renzo e Lucia)
- I protettori (Fra Cristoforo e il Cardinale Borromeo)
- Coloro che vengono usati come strumenti per l’oppressione (Don Abbondio e la Monaca di Monza)
- Gli oppressori (Don Rodrigo e l’Innominato)

## I modelli europei dei personaggi
Molti personaggi e situazioni del romanzo manzoniano presentano analogie con precedenti opere della letteratura europea. L'argomento è trattato molto esaurientemente dal critico Giovanni Getto nel suo libro Manzoni europeo. Per limitarsi ad alcuni cenni c'è da rilevare una evidente analogia fra il capolavoro manzoniano e i romanzi dello scozzese Walter Scott, iniziatore del romanzo storico.
Esistono rapporti con il gusto inglese del “quotidiano”, tipico del romanzo borghese dell'Inghilterra sette-ottocentesca (Samuel Richardson, Jane Austen, Thomas Hardy e William Makepeace Thackeray, per citare gli autori più noti), gusto trasferito dal Manzoni sul mondo popolare. Riguardo all'Innominato sono state notate analogie col mito satanico del "grande ribelle", personaggio titanico e individualista presente in certi poeti romantici inglesi e tedeschi come Schiller e Byron (ad esempio ne I Masnadieri di Schiller e ne Il Corsaro di Byron).
Egidio e – in minor misura – don Rodrigo richiamano gli eroi libertini del Settecento francese, moralmente anticonformisti, dissacratori della tradizione e rinnegatori della virtù nell'esaltazione del desiderio, degli istinti naturali, come i protagonisti dei romanzi del marchese De Sade. Lucia è la giovane innocente e virtuosa, perseguitata come Clarissa Harlowe dell'omonimo romanzo di Samuel Richardson; inoltre il suo rapimento si può avvicinare a quello di Lady Rowena descritto da Walter Scott in Ivanhoe. Il rapimento di Lucia e la sua prigionia nel tetro castello dell'Innominato, nonché la descrizione del castello e del suo ambiente (cap. XX), richiamano analogie con il romanzo gotico, il genere “nero” inglese del Settecento: Il monaco di Matthew Gregory Lewis, Il castello di Otranto di Horace Walpole e I misteri di Udolpho di Ann Radcliffe.
Per la storia di Gertrude si è trovato un riferimento nel romanzo La monaca di Diderot: è la storia della monacazione forzata di una figlia della ricca borghesia. Nel romanzo di Diderot c'è però una avversione contro le istituzioni ecclesiastiche, risalente all'Illuminismo, che è assente in Manzoni. Inoltre si rileva una descrizione più positiva in Diderot in cui manca la cupezza tragica di Manzoni. Sono riscontrabili echi dal romanzo epistolare Giulia o la nuova Eloisa di Jean-Jacques Rousseau: la descrizione del paesaggio del lago Lemano (vedi il lago di Como nel romanzo manzoniano), la figura di Giulia (lettera XVIII, III parte) che richiama quella di Lucia. Le avventure di Renzo sono invece accostabili a quelle del picaro dei romanzi picareschi spagnoli del XVI e XVII secolo.